# Tyjuan Hagler
Pour les articles homonymes, voir Hagler.
(en) Statistiques sur pro-football-reference
Tyjuan Cedric Hagler (né le 3 décembre 1981 à Kankakee) est un joueur américain de football américain.

## Enfance
Hagler fait ses études à la Bishop McNamara High School de sa ville natale de Kankakee.

## Carrière

### Université
Dès l'obtention de son diplôme, il va à l'université de Cincinnati où lors de la saison 2003, il est sélectionné dans l'équipe de la saison pour l'État de l'Ohio. Lors de sa dernière saison universitaire, il fait trois sacks et soixante-et-un tacles ainsi que 1400 yards et vingt-cinq touchdowns en attaque. Il est d'ailleurs sélectionné dans la troisième équipe de la conférence USA.

### Professionnel
Tyhuan Hagler est sélectionné au cinquième tour du draft de la NFL de 2005 par les Colts d'Indianapolis au 173e choix. Il n'effectue aucun match lors de la saison 2005 et fait ses débuts lors de la saison 2006 en rentrant au cours de neuf matchs, effectuant trois tacles. En 2007, il voit son temps de jeu augmenté et joue douze matchs dont sept comme titulaire dans une saison où il fait un sack, une passe déviée, un fumble récupéré et quarante tacles. En 2008, il joue neuf matchs mais perd une certaine place de titulaire, ne débutant que trois matchs. Ses performances baissent avec un fumble et douze tacles.
La saison 2009 commence très bien pour Hagler, étant titulaire au poste de linebacker et jouant les sept premiers matchs de la saison. Mais Indianapolis déclare le 4 novembre 2009 que Tyjuan s'est blessé (rupture d'un biceps) et est forfait pour le reste de la saison.
Le 10 août 2010, Hagler signe avec les Seahawks de Seattle et joue les matchs de pré-saison. Néanmoins, il ne convainc pas et n'est pas gardé dans l'équipe active pour la saison 2010.
Le 29 septembre, il revient chez les Colts mais est libéré le 7 octobre avant d'être rappelé trois jours plus tard, pour intégrer l'équipe active d'Indianapolis. En 2010, il joue treize matchs dont deux comme titulaire et intercepte la première passe de sa carrière, parcourant trente-cinq yards, quatre passes déviées, un fumble récupéré et quarante-trois tacles. Il s'essaye au poste de kick returner et parcourt quarante-et-un yards pour le premier kick return de sa carrière en professionnel.